# Babice nad Svitavou
Babice nad Svitavou község Csehországban, Brno-vidéki járásban. Babice nad Svitavou Březina, Habrůvka, Adamov, Řícmanice, Bílovice nad Svitavou, Kanice és Ochoz u Brna településekkel határos. Lakosainak száma 1439 fő (2024. január 1.).

## Népesség
A település lakosságának változását az alábbi diagram mutatja:
| Lakosok száma | 627  | 924  | 942  | 1008 | 908  | 1021 | 1152 | 1284 | 1383 | 1439 |
|               | 1869 | 1900 | 1921 | 1961 | 1980 | 2011 | 2016 | 2019 | 2021 | 2024 |